# ビリベルジンレダクターゼ
ビリベルジンレダクターゼ（biliverdin reductase）は、ビリベルジンの2番目と3番目のピロールの間の二重結合を単結合にすることにより、ビリルビンに変換する酸化還元酵素である。

ビリベルジン

ビリルビン